# Tourtonne Zondagmarkt
De Tourtonne Zondagmarkt, ook wel de Vlooienmarkt, is een markt in Paramaribo in Suriname. Er worden naast vers voedsel en nieuwe producten ook tweedehands spullen verkocht.
De markt bevindt zich zondags aan weerszijden van de Tourtonnelaan en de stands kunnen lopend, met de fiets of de auto worden bezocht. Uit de marktkramen worden verse producten, kleding, boeken, muziek, elektronica, servies en meer verkocht. Ook staan er kramen met verschillende soorten maaltijden en snacks.

## Galerij
|  |  |  |
|  |  |  |

|  |  |  |
|  |  |  |